# Yūta Koike
Yūta Koike (jap. 小池 裕太, Koike Yūta; * 6. November 1996 in Utsunomiya, Präfektur Tochigi) ist ein japanischer Fußballspieler.

## Karriere
Yūta Koike erlernte das Fußballspielen in der Jugendmannschaft vom FC Spilit und Albirex Niigata sowie in der Universitätsmannschaft der Ryutsu Keizai University. Von März 2015 bis Juli 2015 wurde er an den Fünftligisten Ryutsu Keizai Dragons Ryugasaki ausgeliehen. Der Erstligist Kashima Antlers aus Kashima lieh ihn von April 2016 bis Januar 2017 von der Universität aus. Im August 2018 wechselte er von Japan nach Europa. Hier unterschrieb er einen Vertrag beim belgischen Verein VV St. Truiden. Der Verein aus Sint-Truiden, der in der Provinz Limburg beheimatet ist, spielte in der ersten Liga, der Jupiler Pro League (1A). 2018 wurde er in der Liga nicht eingesetzt. 2019 kehrte er auf Leihbasis zu den Kashima Antlers nach Japan zurück. Für die Antlers absolvierte er 14 Erstligaspiele. Mit den Antlers stand er im Finale des Emperor’s Cup. Das Endspiel verlor man mit 2:0 gegen Vissel Kōbe. Nach der Ausleihe kehrte er nicht nach Belgien zurück. Anfang 2020 unterschrieb er einen Vertrag beim japanischen Erstligisten Cerezo Osaka in Osaka. Hier stand er zwei Jahre unter Vertrag und absolvierte neun Erstligaspiele. Im Januar 2022 wechselte er nach Yokohama zum Ligakonkurrenten Yokohama F. Marinos. Am Ende der Saison 2022 feierte er mit den Marinos die japanische Meisterschaft. Ein Jahr später feierte er mit den Marinos die Vizemeisterschaft. Nach insgesamt zwölf Ligaspielen wechselte er im Januar 2025 nach Kōbe zum ebenfalls in der ersten Liga spielenden Vissel Kōbe.

## Erfolge
Kashima Antlers
- Kaiserpokal: 2019 (Finalist)

Yokohama F. Marinos
- Japanischer Meister: 2022
- Japanischer Vizemeister: 2023